# Karan Casey
Karan Casey (nacida en 1969 en el condado de Waterford, Irlanda) es una cantante y pianista irlandesa tradicional y antigua miembro del grupo americano-irlandés Solas.

## Biografía
Karan Casey viene al mundo en una familia que la anima desde joven a dirigirse hacia la música y el canto. Frecuenta la coral de su escuela, estudia piano al Waterford Institute of Technology (en) de Waterford, en el condado epónimo y, en 1987, escoge la música como principal materia en la University College Dublín.
Imitando el estilo scat de Ella Fitzgerald, actúa en los cabarets de Dublín varias tardes por semana, durante sus estudios. En el seno de la Royal Irish Academy of Music, estudia música clásica, canta en Royal Irish Academy of Musicun grupo de jazz y después en un grupo folk. El cantante tradicional dublinés Frankie Harte (en) influye su estilo, mientras que forma, en esta época, su propio grupo, Dorothy.
En 1993, Karan Casey se instala en Nueva York, donde estudia el jazz en la Long Island University. Comienza a frecuentar las sesiones de música irlandesa de Nueva York, interpretando cantos tradicionales.
En 1994, canta con el grupo Atlantic Bridge, antes de crear Solas, que funda con el multi-instrumentista Séamus Egan, el guitarrista John Doyle, la fiddler Winifred Horan (en) (Cherish the Ladies) y el acordeonista John Williams. Interpreta cinco canciones en el primer álbum del grupo, en 1996, manteniendo una actividad vocal (jazz y folk) en clubes de Manhattan.
En 1997 graba un álbum en solitario, Songlines, inspirado en el relato epónimo de Bruce Chatwin. Este álbum está producido por Séamus Egan y varios miembros de Solas participan. El álbum está constituido por canciones tradicionales irlandesas y melodías folk contemporáneas.
La artista abandona Solas al principio de 1999 para proseguir una carrera de solista. Vuelve entonces a Irlanda, manteniendo contactos frecuentes con América.
En 2000, colabora con varios cantantes más para grabar Seal Maiden: un Musical Celta, versión musical de la película para niñas El Secreto de Roan Inish de John Sayles. La canción interpretada por Karen Casey es un arreglo de su amigo y frecuente colaborador Iarla Ó Lionáird.
En 2001, la cantante acaba la grabación de su segundo álbum en solitario, The Winds Begin to Sing, que recibe una recepción favorable de la crítica y la confirma en su actividad de solista.
Publica Distante Shore en 2003 y se vuelca en giras intensivas en América y en Europa. En 2005 aparece el álbum Chasing the Sun, reagrupando canciones irlandesas tradicionales y folks que aprende de su madre y de su abuela materna. El álbum incluye igualmente melodías escritas por ella misma y por el joven músico de Belfast, Barry Kerr.
En 2006, la artista vuelve a Solas como invitada para el álbum y DVD Reunión: Una Década de Solas, al lado de todos los miembros, antiguos y actuales, del grupo. Se asocia para la ocasión a las cantantes Deirdre Scanlan y Antje Duvekot (en).
En 2008, Karan Casey y su marido Niall Vallely (en) crean Crow Valley Music para producir el álbum de la cantante Ships in the Forest (aparecido bajo el sello Compass Récords (en) en América).
La artista está casada con el músico irlandés de concertina Niall Vallely, y la pareja, establecida en el condado de Cork, tiene dos niños.

## Discografía
Álbumes solo
- Songlines (1997) ;
- Seal Maiden (2000)
- The Winds Begin To Sing (2001)
- Distante Shore (2003)
- Chasing The Sun (2005)
- Ships in the Forest (2008)
- Two More Hours (2013)

Con Solas
- Solas (1996) ;
- Sunny Spells and Scattered Showers (1997) ;
- The Words That Remain (1998) ;
- Reunión: Una Década de Solas (CD DVD, 2006).

Participaciones
- Her Song: Exotic Voices of Women from Around the World (1996) ;
- Celtic Tapestry, V. 2 (1997) ;
- Holding up Half the Sky: Women's Voices from Around the World (1997) ;
- Her Song: Exotic Voices of Women from Around the World (1997) ;
- Voices of Celtic Women: Holding up Half the Sky (1997) ;
- Africans in America, banda sonora original (1998) ;
- Celtic Tides (1998) ;
- Greatest Hits, de Paul Winter (1998) ;
- Legends of Ireland (1998) ;
- Winter's Tale (1998) ;
- Celtic Solstice, de Paul Winter (1999) ;
- Holding up Half the Sky: Voices of Celtic Women V. 2 (1999) ;
- Thousands Are Sailing (1999) ;
- Emerald Aether: Shape Shifting/Reconstrucciones Of Irish Music, de Bill Laswell (2000) ;
- Fused, de Michael McGoldrick (2000) ;
- Fits of Passion - High Spirited Celtic Captured by Starbucks (2000) ;
- Ceol Tacsaí (2000) ;
- Celtic Christmas: Silver Anniversary edición (2001) ;
- Evening Comes Early, de John Doyle (2001) ;
- Two Journeys, de Tim O'Brien (en) (2001) ;
- Lullaby: una Colección (2001) ;
- Brown Girl in the Ring (2003) ;
- Very Best of Celtic Christmas (2004) ;
- Other Voices: Songs from ha Room V. 2 (2004) ;
- Lullaby: 20th Anniversary Special edición (2005) ;
- 20 Great Kid’s Songs: 20th Anniversary Special Collector’s edición (2005) ;
- Folktopia (2005) ;
- Acoustic Affair V. 1 (2006) ;
- TIENE Christmas Celtic Sojourn Live (2007) ;
- Excalibur: V. 2, de Alan Simon (2007).